# Burhan Šähidi
Burhan Šähidi, ujgursky بۇرھان شەھىدى (3. října 1894 Kazaňská gubernie – 27. srpna 1989 Peking) byl čínský politik ujgurské národnosti. Byl ovlivněn modernistickým islámským hnutím džadídistů, později se stal funkcionářem Komunistické strany Číny.
Narodil se čínským exulantům v Rusku (podle jiné verze životopisu byl původem Tatar), vystudoval kazaňskou metresu Muhammadija a pracoval jako knihkupec a účetní. Po pádu říše Čching odešel do Číny. Studoval politickou ekonomii v Berlíně, působil ve vládě autonomního Sin-ťiangu a v diplomacii. V letech 1938 až 1944 jej Šeng Š’-cchaj věznil jako trockistu. Po válce byl guvernérem města Urumči a od roku 1947 členem kuomintangské vlády v Nankingu. Po roce 1949 se přidal ke komunistům, stal se nejvyšším představitelem sinťiangské autonomie a předsedou Asociace čínských muslimů. Organizoval poutě do Mekky a usiloval o navázání diplomatických styků mezi ČLR a islámskými státy. Po vypuknutí kulturní revoluce byl obviněn z nacionalistické úchylky a uvězněn. V roce 1976 byl propuštěn a rehabilitován, vydal vzpomínkovou knihu Padesát let v Sin-ťiangu a založil organizaci pro návrat jelena milu do volné přírody.